# Jan Einarsson
Jan Einarsson, född 1940, är en svensk språkforskare och professor emeritus i nordiska språk vid Lunds universitet och Växjö universitet.
Jan Einarsson är en av de första företrädarna för svensk språksociologisk forskning genom avhandlingarna Sammanträdet som talsituation (1971) och Talad och skriven svenska. Sociolingvistiska studier (1978).

## Priser och utmärkelser
År 2008 fick han Erik Wellanders pris för framstående språkvetenskaplig forskning med motiveringen: "Jan Einarsson har under ett långt forskarliv genomfört stora och betydelsefulla undersökningar av samtida svenska: vardagens talspråk, skolbarns språkliga villkor, könsskillnader i språkbruk och attityder till språk. /.../ Jan Einarsson har gjort sig känd för boken Godmorgon, pojkar och flickor (1984), som är en klassisk undersökning av språkliga rättigheter och könsroller i svenska klassrum. Boken Barns språkliga dagar (2000) är en pionjärundersökning av vad lågstadiebarn gör med språket på skolgården, i klassrummet, på fritids och hemma en vanlig dag. Einarsson har också skrivit en mycket använd lärobok i språksociologi (2004, 2:a upplaga 2009) och i många år lett en nationell forskarskola om svenskundervisningen i skolan."
År 2009 fick han Växjö universitets förtjänstmedalj "till Carl von Linnés minne" som tilldelas personer som gjort vetenskapliga insatser med stor betydelse för universitetets forskning och forskarutbildning.
Svenska Akademien gav honom 2010 Margit Påhlsons pris (180 000 kronor) som tilldelas "personer som genom sin verksamhet gjort särskilt viktiga insatser för svenska språket".